# Budapesti labdarúgó-bajnokság (másodosztály)
A Budapesti másodosztály a Budapesten zajló bajnokságok második osztálya, országos szinten ötödosztálynak felel meg. A bajnok a BLSZ I-ben folytathatja.

## A 2014/15-ös szezon résztvevői
2014/2015-ben az alábbi csapatok szerepelnek a bajnokságban:
| Csapat                        | Település       |
| ----------------------------- | --------------- |
| 1908 SZAC KSE                 | Budapest XVIII. |
| II. kerület Utánpótlás FC     | Budapest II.    |
| Amatőr FC Csep-Gól Soroksár   | Budapest XXI.   |
| ASR Gázgyár                   | Budapest III.   |
| BVSC                          | Budapest XIV.   |
| Budatétény SE                 | Budapest XXII.  |
| Csillaghegyi MTE              | Budapest III.   |
| Erzsébeti Spartacus MTK LE II | Budapest XX.    |
| Internationale CdFSE          | Budapest IX.    |
| Közterület SK                 | Budapest XVIII. |
| Műegyetemi AFC                | Budapest XXI.   |
| Nagytétényi SE                | Budapest XXII.  |
| Pestszentimrei SK             | Budapest XVIII. |
| Rákosszentmihályi SC          | Budapest XVI.   |
| Szabadkikötő SE               | Budapest XXI.   |
| Újbuda FC II                  | Budapest XIII.  |